# 吸血鬼 (遊戲)
《吸血鬼》（又译作）是由Dontnod Entertainment開發並由Focus Home Interactive發行在Microsoft Windows、PlayStation 4和Xbox One平台上的動作角色扮演遊戲，作品於2018年6月5日在全球發售。另於2019年9月的任天堂直面會公佈於2019年10月29日在任天堂Switch上發售。
劇情描述一個已經變成吸血鬼的醫生喬納森·里德（Jonathan Reid），在逐漸接受其身份的过程中，於希波克拉底誓詞（不損害病人）和新擁有的嗜血本性之間进行的決擇。除去一些強制性的頭目戰，游戏中的大部分戰鬥都可避免，玩家亦沒有義務殺死非玩家角色來完成遊戲。故事的舞台設在1918年的倫敦，其半開放式的地图由四個地區組成，这些地区西班牙流感盛行，而它们的命运由玩家的行动来决定。
遊戲發行後，評論褒贬不一，主要讚揚遊戲的機制、設定、角色發展和配音，批評其戰鬥、整體敘事、技術和基於選擇的系統和動畫。

## 劇情
主角喬納森是英國一名著名的外科血液醫生，在第一次世界大戰時，於法國當軍醫並治好了許多病人。此時英國卻爆發大規模的西班牙流感，為了救國，而打算回倫敦，但在中途卻被一名神秘人在路上殺死。本應死亡的喬納森卻離奇地復活起來，更失去理智地把來尋找他的妹妹瑪麗活活咬死。在意識到自己對妹妹的所作所為和沉醉於錯手殺死她的悲痛後，喬納森也逐漸了解到自己已經不再是人類了，而是成為了一種名為吸血鬼的不死生物，這時喬納森決定尋找那個把他變成吸血鬼的神秘人並揭開這場流感的黑幕，以為自己的妹妹討回公道。

## 遊戲玩法

里德利用自己的吸血鬼能力與敵人戰鬥

《吸血鬼》是一款第三人稱動作角色扮演遊戲。主角名叫喬納森·E·里德（Jonathan E. Reid），是一位已經變成吸血鬼的醫生，其對血液的渴求迫使他殺害無辜的民眾。要成功完成目的，玩家需要收集關於他的目標的信息、研究和改變其習慣、蒐集線索，並透過與倫敦的六十位居民溝通以維持某些關係。故事的所在地倫敦是一個虛構的半開放式世界，圍繞著密密麻麻的街區而建立，這些街區又與其他相互聯繫的區域相連。玩家可以在不使用醫生的身份殺人的情況下完成遊戲，但這會使他無法升級，而不殺人則是四個結局中的其中一個。通過吸取血液和調查獲得經驗值後，玩家可以在技能樹升級主角的能力。遊戲的能力分作主動和被動兩部分；正面技能可以讓里德採取防守、攻擊、治療或構思戰術；被動技能則提升其生命值、耐力、血量、專注力、咬擊傷害、再生以及攜帶能力。
如果要選，遊戲中的所有角色都可以是主角的目標，但這亦會影響倫敦市民的生活。里德可以把人變成吸血鬼，並只能在被邀請的情況下進入某人的屋子。每一位市民都有不同的背景、人際關係和日常生活，當他們被里德殺掉時，他們會把最後的想法傳達給里德。「催眠」可以操控較弱目標的行為，例如強迫他們說出重要的資訊或引導他們到較為隱蔽的地方，這樣可以避免玩家一直使用戰鬥的方式完成遊戲。吸食人類的血液除了能攝取營養外，還可以釋出新的吸血鬼力量。通過使用精心製作的藥物，里德可以治癒受傷或生病的傷者，但如果把他們吃掉的話則可以在這個過程中產生更多的經驗值。里德可以用吸血鬼的感官觀察眾傷者的痛苦程度，這能力亦可檢視他們的血量多寡。四個地區的每一位市民都會有一個根據他們平均健康狀況給出的分數。玩家可以使用帶有圖標的航點通往指定的目的地並探索倫敦，同時亦可收集散落在城市周圍的文件。
里德可以使用諸如鋸等簡易的近戰武器，亦可使用包含韋伯利轉輪手槍在內的火器。玩家有能力使出三連擊、翻滾閃躲和撥檔。里德可以與像他一樣的五種吸血鬼類型對打，他們分別是貴族伊康（Ekon）、居住在下水道的吸血鬼斯凱爾斯（Skals）、更像狼人的吸血鬼武爾科德（Vulkod）、狩獵自己同胞的尼姆羅德（Nemrod）和一個成員全是吸血鬼殺手的秘密結社普里溫衛隊（The Guard of Priwen）。遊戲存在頭目戰，且某些情況是強制的。里德可以轉化為其他吸血鬼種族，例如成為武爾科德的爪牙。通過搜刮受害者屍體的物品，玩家能以製作的方式改進武器。在戰鬥中使用吸血鬼的力量時，角色的血條消失，這會迫使里德進食，因為此舉可以立即補充他的耐力。憑藉吸取被殺死的人的生命力，里德可以沸騰敵人的血液、投出血矛、拋擲煙霧彈和隱形，他亦可以使用其操縱影子的能力隱藏自己以攻擊敵人。主角可以用「彈跳」技能更好地接近敵人與更快地充能，同時在避免戰鬥方面也是有用的。當該技能升級後，里德的攻擊傷害會增加亦會給予他短暫的無敵。

## 開發
《吸血鬼》的開發團隊最初由60人組成，後來擴充至約80人，其中許多成員都曾參與Dontnod Entertainment另一個作品《奇妙人生》的製作。有一段時間開發者考慮將遊戲的背景設在20世紀50年代的美國，但編劇斯特凡納·博弗格（Stéphane Beauverger）加入後便是摒棄該計劃。他把舞台定為盛行西班牙流感的1918年倫敦，以讓遊戲有更多哥特式的氣氛。菲爾·海爾的畫作亦影響《吸血鬼》的藝術風格和氣圍。另外，安東尼·豪威爾則是遊戲主角里德的配音員。
Dontnod在開發《吸血鬼》時曾到倫敦為其設定進行實地考察並拍攝照片，但由於城市已被大面積重建，開發團隊需要參看關於白教堂、倫敦碼頭區和道格斯島的歷史書籍和紀錄片。參看的書籍包括《液態歷史：隨著時間改變的泰晤士河》（Liquid History: The Thames Through Time）和《面部表情之書：從嬰孩到青年》（The Book of Facial Expressions: Babies to Teens），而電視劇《醫者心1900's》和《紐約醫情》則成為他們的醫療參考資料。遊戲的角色和對話由兩位法國作家編寫，並由兩位以法文為母語的人士翻譯為英語。儘管銷售部門要求角色說話要有額外的口音，但Dontnod還是打算聘用英國人作配音。無論現實和虛構，發生在19世紀20年代的事件都被開發團隊拿來作《吸血鬼》的參考點，以創建猶如照片般真實的HDRR畫面，並隨後由虛幻引擎4作後續的處理。動作捕捉亦有拿來用作追蹤角色的移動。在2016年8月，開發團隊成功克服Xbox One版《吸血鬼》的主要障礙，同時亦保證即使存在硬件缺點也不會降級。遊戲只有一個存檔點，目的是為了讓遊戲的選擇具「真實、有意義的影響」，但為了避免有損毀的存檔，作品亦有一備份系統以防萬一。
奧利維耶·德里維耶爾是《吸血鬼》的作曲家，他把配樂和工業音樂結合在一起以描繪主角的孤獨和內心掙扎。埃里克-瑪莉亞·庫圖里耶（Eric-Maria Couturier）負責演奏大提琴，其音樂旨在把遊戲的氛圍從「感性」轉變為「獸性」。低音長笛、鋼琴、低音提琴和欽巴龍的配樂亦有被採用，每一個樂器都是《吸血鬼》故事的一環。德里維耶爾認為合唱起到一種對里德的壓迫性影響，並稱其與工業音樂的結合會對後續的處理有一定的幫助。遊戲的原聲帶在2018年5月3日於Bandcamp上公開，兩日後（遊戲發行當天）則在所有數字平台上發布。《吸血鬼》在同月進行生產商發放。

## 發行
在因技術問題而把原定於2017年11月發行的日子推遲後，《吸血鬼》被Focus Home重新安排在2018年第一季度或第二季度發佈在Microsoft Windows、PlayStation 4和Xbox One平台上。2018年1月，Dontnod公開了四部花絮影片，而該系列的第四部影片則公佈《吸血鬼》的發行日期為2018年6月5日。預訂遊戲的玩家可獲得名為《獵手的傳家寶》（The Hunters Heirlooms）的DLC，其中包括獨有的角色裝飾品。若是從澳洲或歐洲的零售店預訂則會另外獲得遊戲原聲帶的黑膠唱片。2018年5月，Dontnod證實《吸血鬼》不會使用Denuvo防篡改技術，因為他們認為這樣做會損害玩家電腦的性能。一個月後，開發商公佈一部新的預告片，以為發行作最後鋪墊。

## 反應
| 汇总媒体   | 得分                                |
| ---------- | ----------------------------------- |
| Metacritic | PC：72/100 PS4：72/100 XONE：71/100 |

| 媒体            | 得分   |
| --------------- | ------ |
| Destructoid     | 6/10   |
| 电子游戏月刊    | 8/10   |
| Game Revolution | [ 62 ] |
| GamesRadar+     | [ 63 ] |
| GameSpot        | 7/10   |
| IGN             | 7/10   |
| PC Gamer美国    | 68/100 |
| VideoGamer.com  | 7/10   |

《吸血鬼》在發行後得到一般的評價。Metacritic根據32條評論給予PC版遊戲72/100，PS4版同樣為72/100分但根據58條評論，而XONE版本則是70/100分（15條）評論，三者皆屬「好壞參半」級別。
Destructoid的凱文·梅爾賽羅（Kevin Mersereau）稱自己很享受《吸血鬼》的對話內容、氣氛和角色的發展，更認為它甚至讓你覺得自己真的是一個夜行性生物。而GameSpot的賈斯汀·克拉克（Justin Clark） 則對其與核心玩法息息相關的效果和決定留下深刻的印象，並指這樣做使遊戲更「自主」。他同時還讚揚《吸血鬼》有著「迷人的角色刻畫」、「考究的設定」和「使人著迷的配音」。IGN的布蘭汀·泰瑞爾（Brandin Tyrrel）與前兩者一樣抱有贊同的意見，他表示該作對吸血鬼傳說來說是一個「新穎且不造作的故事」。他稱自己總體上對《吸血鬼》給出的選擇結果感到滿意，並稱開發團隊把倫敦重塑成一座有著真實人物支撐的「陰鬱死寂之城」是一個非常好的決定，同時泰瑞爾也很享受遊戲的文字和成果。
眾評論家亦有批評的意見。梅爾賽羅指摘《吸血鬼》的整體敘述非常「俗套」，形容其戰鬥就像是「品質低下的《巫師》仿倣作」。他這樣說主要是因為其「草率」的機制，另外漫長的加載和接連不斷的延遲亦是梅爾賽羅批評的地方。克拉克評論道自己已經對遊戲的戰鬥感到失望，幀率時常降低和頻繁的加載更使《吸血鬼》的體驗變得更糟。而电子游戏月刊的艾瑪·舍費爾（Emma Schaefer）則狠批作品的畫質未經任何修飾，導致動畫有一點奇怪。泰瑞爾從對嘴看出主角和配角的動畫質量有所不同，他批評《吸血鬼》的戰鬥缺乏多樣性，並與梅爾賽羅和克拉克一樣遇到相同的技術難題，即使他們指出這些都是「較為輕微的煩惱」。

### 銷售
Focus Home Interactive認為《吸血鬼》售出約100萬份才算成功，但銷售出一半仍算達標。在英國的首週銷售榜上，該作是所有格式中最暢銷的遊戲。

### 獎項
在E3 2017後，《吸血鬼》獲得GamesRadar其中一項最佳E2展示獎，同時亦獲提名為遊戲評論家獎的最佳角色扮演遊戲和GaneBeat的最被低估的虛幻引擎遊戲。